# Morang
Morang é um distrito da zona de Kosi, no Nepal.